# Armadillo, Mexiko
Armadillo är en ort i Mexiko.   Den ligger i kommunen Mazatlán och delstaten Sinaloa, i den centrala delen av landet, 900 km nordväst om huvudstaden Mexico City. Armadillo ligger 86 meter över havet och antalet invånare är 248.
Terrängen runt Armadillo är platt. Runt Armadillo är det ganska tätbefolkat, med 139 invånare per kvadratkilometer. Närmaste större samhälle är Mazatlán, 11,1 km sydväst om Armadillo. I omgivningarna runt Armadillo växer i huvudsak lövfällande lövskog.